# Wiesław Wernic

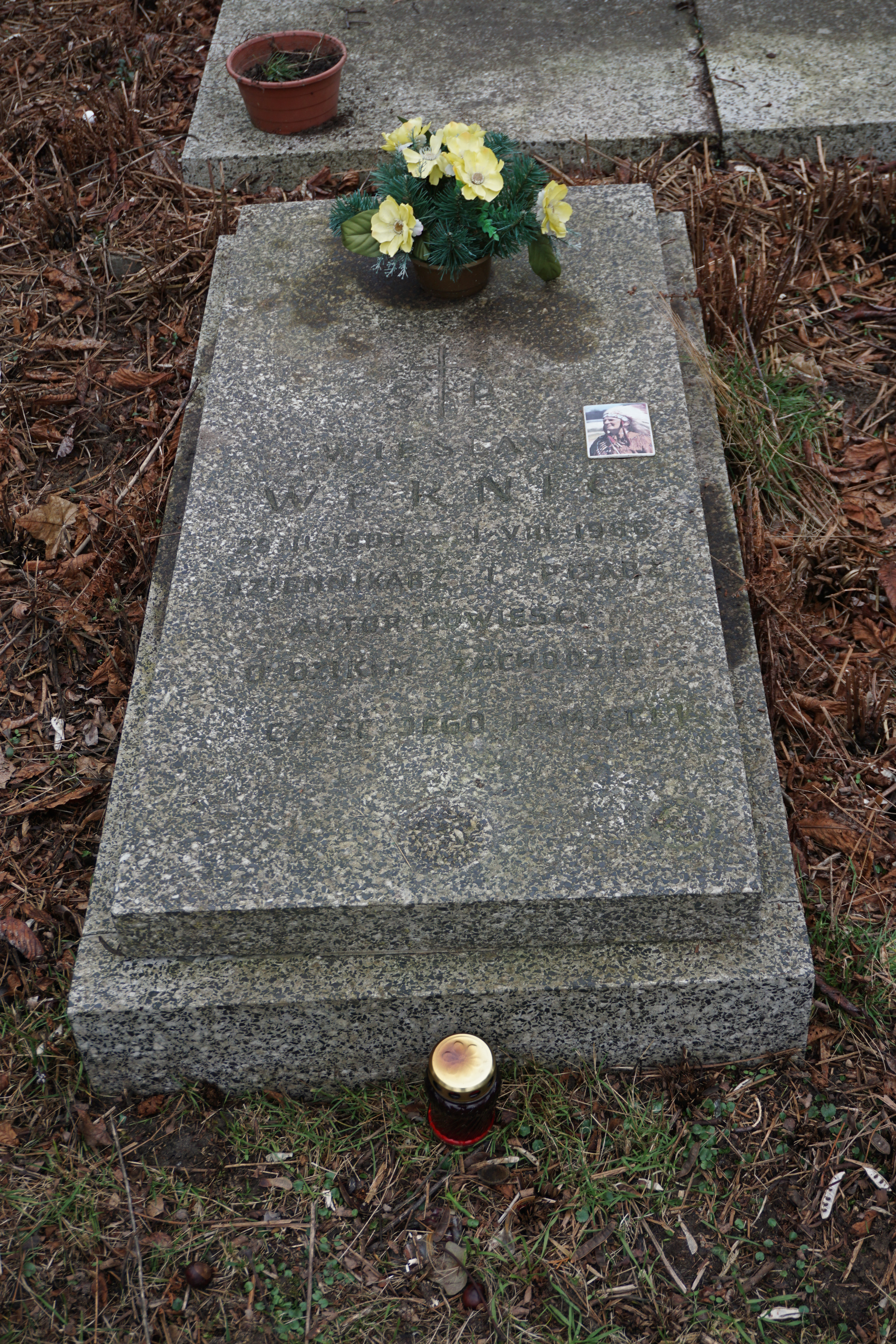
Grób Wiesława Wernica na cmentarzu ewangelicko-augsburskim w Warszawie

Wiesław Wernic (ur. 28 lutego 1906 w Warszawie, zm. 1 sierpnia 1986 tamże) – polski pisarz, publicysta, prozaik. Autor ponad dwudziestu książek przygodowych dla młodzieży, w większości w klimacie westernów.

## Życiorys
Był synem eugenika Leona Wernica (1870–1953) i młodszym bratem Leona Leszka Mariusza (1897–1969).
Rozpoczął studia prawnicze na Uniwersytecie Warszawskim, by po dwóch latach przenieść się i ukończyć studia ekonomiczne w Wyższej Szkole Handlowej w Warszawie. Przed wojną publikował m.in. w „Głosie Pracy”, „Kurierze Porannym” i „Gazecie Polskiej”, a w 1936 roku rozpoczął pracę w Polskiej Agencji Telegraficznej. W czasie okupacji hitlerowskiej działał pod pseudonimem „Woźniak”. Żołnierz powstania warszawskiego, jeniec wojenny w obozach w Austrii. Należał do zespołu redakcyjnego Biura Informacji i Propagandy przy Komendzie Głównej ZWZ – AK. W trakcie powstania warszawskiego redagował gazetę ścienną „Warszawa Walczy – Gazeta Żołnierska”. Po wyzwoleniu poświęcił się przede wszystkim dziennikarstwu: pracował w dzienniku „Rzeczpospolita”, od 1951 w Polskim Radiu, od 1953 w „Tygodniku Demokratycznym”.
Pierwsze nowele i opowiadania publikował w latach 1927–1931 na łamach czasopisma literackiego „Kwadryga”. W roku 1933 nakładem „Kuriera Porannego” ukazała się mini powieść szpiegowska Daleka przygoda. Do twórczości literackiej powrócił Wernic w połowie lat sześćdziesiątych, wydając swą pierwszą książkę Tropy wiodą przez prerię.
Jego książki opowiadają o życiu na Dzikim Zachodzie pod koniec XIX wieku. Narratorem jest doktor Jan – lekarz, alter ego autora (jego nazwisko nigdy nie pada w żadnej powieści), drugim bohaterem jest jego przyjaciel – traper Karol Gordon, zaprzyjaźniony z Indianami. Kilka dalszych postaci również pojawia się w więcej niż jednej książce, niektóre z nich są głównymi bohaterami w pojedynczych tomach, nawiązujących zawsze do głównego cyklu. Książki opisują ich przygody podczas letnich podróży w dzikie rejony Stanów Zjednoczonych, a także Kanady i Meksyku, w trakcie których stykają się m.in. z Indianami, ludźmi Zachodu, bandytami, stróżami prawa, poszukiwaczami złota, napotykają liczne niebezpieczeństwa, rozwiązują też zagadki sensacyjno-kryminalne. Akcja pierwszej pod względem chronologii wydarzeń powieści Gwiazda trapera (powieści, zwłaszcza na początku, nie powstawały w kolejności chronologicznej) rozgrywa się w latach 1874–1875, ostatnich – po roku 1890. Kilkakrotnie w powieściach pojawiały się polskie wątki – główni bohaterowie spotykali emigrantów z Polski lub ich potomków.
Ostatnia dokończona powieść, Złe miasto, wydana została już po śmierci autora. Kolejna, dwudziesta pierwsza pt. Chata Starego Niedźwiedzia była napisana w znacznej części, ale autor nie zdążył jej dokończyć. Dalszy ciąg tej książki planował dopisać syn autora – Dominik Wernic, ale do tego dotychczas nie doszło.
Pochowany na Cmentarzu Ewangelicko-Augsburskim w Warszawie (aleja 8, miejsce 27). Co roku, w rocznice urodzin i śmierci, wierni fani jego twórczości zapalają tu znicze i składają kwiaty.
Odznaczony m.in. Krzyżem Komandorskim Orderu Odrodzenia Polski (1986).
Powieści Wernica tłumaczone były na języki czeski, słowacki, niemiecki i rumuński. W Polsce sprzedano w latach 1965–1990 ogółem ponad 2 miliony egzemplarzy jego książek, a za granicą ponad 400 tys.
Twórczości Wernica poświęcone były strony fanowskie, na których powstała nieoficjalna kontynuacja serii westernowej Wiesława Wernica. Powieść stworzona przez Wojciecha Wójcika nosi tytuł Czarna Gwiazda.

## Twórczość
Chronologia wydań:
- Tropy wiodą przez prerię 1965
- Szeryf z Fort Benton 1966
- Słońce Arizony 1967
- Colorado 1969
- Płomień w Oklahomie 1970
- Łapacz z Sacramento 1970
- Człowiek z Montany 1972
- Gwiazda trapera 1972
- Wędrowny handlarz 1973
- Przez góry Montany 1974
- Na południe od Rio Grande 1975
- Ucieczka z Wichita Falls 1976
- Barry Bede 1977
- Old Gray 1978
- Skarby MacKenzie 1980
- Znikające stado 1982
- Wołanie dalekich wzgórz 1983
- Sierżant konnej policji 1985
- W Nowej Fundlandii 1988
- Złe miasto 1990

- Daleka przygoda (1933/2017 w formie ebooka)
- Chata Starego Niedźwiedzia (nieukończona)
- Dzień dobry, Kanado (niewydana, książka podróżnicza)
- Szpada i Woreczek (1965-, nieukończona, powieść historyczno-przygodowa, autor zaniechał dalszych prac nad książką po napisaniu kilkunastu stron)[10]

Chronologia akcji:

- Gwiazda trapera
- Przez góry Montany
- Łapacz z Sacramento
- Tropy wiodą przez prerię
- Szeryf z Fort Benton
- Słońce Arizony
- Ucieczka z Wichita Falls
- Colorado
- Płomień w Oklahomie
- Człowiek z Montany
- Wędrowny handlarz
- Na południe od Rio Grande
- Old Gray
- Barry Bede
- Skarby MacKenzie
- Znikające stado
- Sierżant konnej policji
- Wołanie dalekich wzgórz
- W Nowej Fundlandii
- Złe miasto